# MSC Maya (schip, 2015)
De MSC Maya werd in 2015 het grootste containerschip ter wereld, samen met de zusterschepen MSC Oscar, MSC Oliver en MSC Zoe. Het schip heeft een capaciteit van 19.224 TEU.

## DeMSC Mayain België
Op 26 september 2015 deed het schip voor het eerst de haven van Antwerpen aan.